# NGC 4163
NGC 4163又称NGC 4167，是一个位于猎犬座的不规则矮星系，距离地球965万光年。星系于1785年4月28日由威廉·赫歇爾发现命名为NGC 4163，1831年3月11日由約翰·赫歇爾再次发现命名为NGC 4167。星系直径约为4000光年，属于M94星系團